# فرانز بارمان شتاينر
كان فرانز بارمان شتاينر (12 أكتوبر 1909-27 نوفمبر 1952) عالم أعراق (أنثروبولوجي)، وموسوعيًا، وكاتب مقالات، وكاتب أقوال مأثورة (حكيمًا)، وشاعرًا. عرف شتاينر اللغة العربية الفصحى والحديثة، والعبرية، والتركية، والأرمينية، والفارسية، ولغة الملايو، والإنجليزية، والفرنسية، والإسبانية، والإيطالية، والروسية، وست لغات سلافية أخرى ولغات إسكندنافية والهولندية، وذلك بالإضافة إلى الألمانية، واليديشية، والتشيكية، واليونانية واللاتينية.
عمل أستاذًا في جامعة أكسفورد منذ عام 1950 حتى وفاته بعد ذلك بعامين. يتألف أكثر أعماله شهرة، تابو، من محاضراته حول هذا الموضوع، ونُشِر بعد وفاته في عام 1956. أصبح التأثير الواسع الذي يمارسه تفكيره على علماء الأعراق البريطانيين من جيله واضحًا حينها فقط مع نشر كتاباته المجمعة. قضى الهولوكوست على والديه ومعظم أقاربه في تريبلينكا في عام 1942.

## الأفكار
تبنى شتاينر منذ أوائل ثلاثينات القرن الماضي الفكرة، التي كانت شائعة في القرن الثامن عشر والمدروسة في عمل عالم الاجتماع فيرنر سومبارت، بأن الشخصية اليهودية كانت شرقية، ورأى أنه هو نفسه «شرقي وُلِد في الغرب». كان لهذا التصور تداعيات أوسع على الرغم من أنه يعكس جوانب بحثه عن هويته اليهودية. يرتكز النقد الذي طوره للطبقة الإمبراطورية للكتابة الأنثروبولوجية الغربية، وتعاطفه مع التقنيات التأويلية التي من شأنها استعادة المصطلحات الأصلية للطريقة التي عاش بها غير الغربيين عالمهم، على هذه الفرضية. إن النهج الذي طرحه سمح له حينها بأن يُطالَب به، وذلك باعتباره مقدمة نظرية مبكرة لهذا النمط من التحليل النقدي للتقارير الإثنوغرافية، التي حددت في الاستشراق هيكلًا من التحيز المعرفي يؤطر التفسيرات الغربية للآخر. اعتبر شتاينر الحضارة الغربية «ضارّة بشكل أساسي، من الناحيتين الإقليمية والمعرفية، على الحضارات التي تختلف عنها».
حلل شتاينر في عمله للدكتوراه حول مؤسسات العبودية مفهوم العبودية بمصطلحات مماثلة؛ إذ أكّد أن أصل الكلمة واستخدام الكلمة نفسها (باللغة اليونانية: sklavenoi، والتي تبنتها اللغة اللاتينية لتصبح: sclaveni) ربطا حالة العبودية بالشعوب الأجنبية، وهي كلمة سلاف التي تشير إلى سكان شمال البلقان، وهو ترابط ما يزال موجودًا باللغتين الإنجليزية والألمانية. كان البناء الغربي لمصطلح «العبودية» في نظره ذريعة لاستعباد أي مجتمع أو مجموعة أخرى قد تعتبرها القوة المهيمنة في الغرب إما شرقية أو متوحشة أو بدائية.
أشار شتاينر في عمله الرئيسي حول المفهوم والدلالات التاريخية للتابوهات إلى صعوبة كبيرة، وظيفية ونظرية في آن واحد، في التقليد الإنجليزي للأنثروبولوجيا الاجتماعية. كُرِّس هذا العمل، خاصة في عهد رادكليف براون الذي أكد على التمييز الأساسي بين المنهج التاريخي والاجتماعي في تخصص وممارسة الأنثروبولوجيا، للعمل الميداني التجريبي المكثف حول البنية الاجتماعية الكلية والأشكال الثقافية للمجتمعات الأقل تقدمًا؛ ولكنه شارك بعمق، وفي نفس الوقت، في التطوير النظري لعلم الاجتماع المقارن. كان شتاينر مهتمًا بشكل خاص بلفت الانتباه إلى حقيقة أن «معنى الكلمات التي تظهر في مصطلحات علم الاجتماع المقارن والتحليلي انحرف دون أن نلاحظ ذلك».
توفرت في وقت سابق تقارير ميدانية من المبشرين والمسؤولين القنصليين المقيمين والرحّالة حول أعراف ولغات ومؤسسات الشعب. درس النظريين الحضر هذه المواد المتنوعة، التي جُمِعت في خلاصة وافية شهيرة في كتاب الغصن الذهبي لجيمس جورج فريزر، لاستنباط نظريات ومفاهيم ذات طبيعة وصفية عامة حول المجتمع البدائي ومؤسساته، مثل الطوطمية أو التابوهات. أُثبِت أن الأدوات النظرية الكبيرة التي نشأت من هذا التقسيم للمهام كانت مجردة للغاية خلال عملية دراستها، وغير مركزة، وغير فعالة لإجراء تحقيقات تحليلية في مجتمعات معينة. لم تعد «الطوطمية» مثلًا مفيدة بالمعنى الفيكتوري لفئة واسعة ذات امتداد عالمي في جميع أنحاء «المجتمعات البدائية»؛ وذلك على الرغم من أنه يمكن للمرء أن يدرس كيف يمكن أن تعمل الطقوس أو الممارسات الطوطمية في الموقع (أي في موضوعها الأصلي) داخل مجتمع أو آخر. كيف واجه عالم الأنثروبولوجيا الاجتماعية الحديث هذه المعضلة، المتمثلة في إجراء تحليل أنثروبولوجي ملموس في مجتمعات معينة، مع اشتراط إجراء دراسة مقارنة لجميع المجتمعات، عندما كانت شروط التحليل تحت تصرفه ملوثة للغاية بسبب اللغة المبتذلة والتداعيات البالية؟ عبّر شتاينر عن المشكلة بالعبارات التالية:
إذا قمنا باستبعاد مفردات هذه المصطلحات المهمة من الفترة المقارنة، فما الذي سنضعه في مكانها، ليس فقط كمسميات في خانة الكلمات الجديدة، ولكن أيضًا كتعبيرات تشير إلى اتجاه اهتمامنا؟ نحن نحتفظ بهم، وعاجلًا أم آجلًا، يكتشف كل واحد منا على طريقته اكتشافًا مزعجًا بأنه يتحدث بلغتين مختلفتين في نفس الوقت، وأنه يجد الترجمة شبه مستحيلة مثل جميع ثنائيي اللغة.
شرع شتاينر في عمله في فصل المشاكل الناشئة عن الأنثروبولوجيا بشكل منهجي عن هذه التحولات التاريخية في التقاليد الوصفية والمصطلحات التحليلية الرئيسية؛ وذلك مع التركيز بشكل خاص على مصطلحات مثل التابوهات والسحر. ذكرت ماري دوغلاس أن شتاينر جادل في محاضراته حول هذا الموضوع، فيما يتعلق بالدراسة المقارنة للدين، بأنه يجب على المرء إلغاء التقسيم الراسخ للدين إلى مجال عقلاني مستنير يتعامل مع اللاهوت والأخلاق، ومجال غريب أو مغاير برزت فيه التابوهات والسحر. أكد أيضًا أن الدين كان «علمًا كونيًا شاملًا يهتم بالمبادئ النشطة من جميع الأنواع». حلل شتاينر بالنهاية ظاهرة المقدّس من ناحية حالة العلاقة؛ وغالبًا ما كان التقديس في رأيه «تحوطًا أو ترسيمًا للحدود» يحد من فكرة القوة الإلهية، ويوضح في هذا الصدد طريقة التقديس العبرية، والقداسة اللاتينية، والتابو البولينيزي الذي يصلح لمثل هذا النهج. كانت التابوهات أساسًا «قواعد تجنب تعبّر عن مواقف الخطر». كان هذا تقدمًا كبيرًا في الرأي، الذي كان شائعًا في ذلك الوقت، بأن التابوهات كانت رمزًا للاتجاهات العصبية في المجتمع البدائي. يلاحظ روبرت باركر بعد إعادة صياغة شتاينر:
إن نظام التابوهات ليس نتاج عصاب ثقافي كما بدا لبعض المراقبين، ولكنه طريقة «يُعبّر فيها عن المواقف تجاه القيم من ناحية المخاطر».
أظهر في أطروحته حول العبودية كيفية «ترجمة» المواد ذات القيمة النفعية البحتة إلى قيم طقسية واحتفالية تشكل أساس القوة في العديد من المجتمعات السابقة.

كان لتحليله الأنثروبولوجي للتابوهات آثار أكبر ظهرت في ملاحظاته على علم اجتماع الخطر، وتمتد إلى ظاهرة بروز النازية في الحضارة الحديثة. عرّف الحضارة، التي تُفهم عمومًا من منظور نتيجة التقدم التاريخي، على أنها بالأحرى «مسيرة الخطر إلى قلب الخليقة». يقول مايكل ماك:
لم يصور شتاينر حركة الحضارة من حيث التطور الذي نشأ من الغرب، وأثرى العالم النامي تدريجيًا على عكس نوربيرت إلياس. تصور شتاينر التاريخ الغربي بدلًا من ذلك من حيث التدمير المتزايد للهياكل الاجتماعية التي تضع حدودًا للخطر والعنف. ركز على ما اعتبره تناقض الحضارة، فمن ناحية، يساعد تقدم التاريخ الحديث على توسيع حدود المجتمع، ويفتح هذا التوسع من ناحية أخرى الباب أمام أشكال غير محدودة من القوة والدمار. يتزامن العنف اللامحدود المرتكب في الإبادة الجماعية النازية مع التعريف المطلق للسلطة بالخطر.